# К'янті

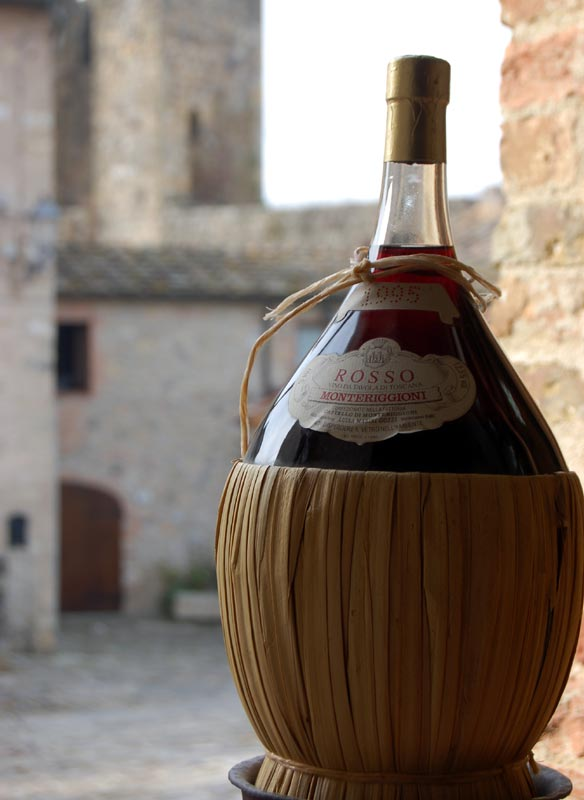
Вино К'янті в традиційній пляшці fiasco.

К'янті, іноді пишеться кьянті (італ. Chianti) — червоне італійське вино, що виробляється в Тоскані. Марка вина є контрольованою за походженням.

## Історія виробництва
Виробництво К'янті згадується у джерелах XIII — XIV сторіччя, у ці часи його виробляли з винограду місцевого сорту санджовезе. Але автором класичного рецепту К'янті є Беттіно Рікасолі, міністр Тоскани, який у ХІХ сторіччі документально закріпив склад цього вина: 70 % винограду санджовезе, 15 % канайоло та 15 % білої мальвазії. У другій половині XX сторіччя частка білих сортів поступово зменшувалась, завдяки чому вино стало більш стійким. У 1984 році К'янті офіційно отримало сертифікат DOCG, Denominazione di Origine Controllata e Garantita – у італійському законодавстві так характеризується марочне вино, яке виготовляється в суворо визначеному регіоні та по суворо визначеному технологічному процесу. На початку ХХІ сторіччя було визначено, що у виробництві К'янті не повинно використовуватись білих сортів винограду.

## Зони виробництва К'янті

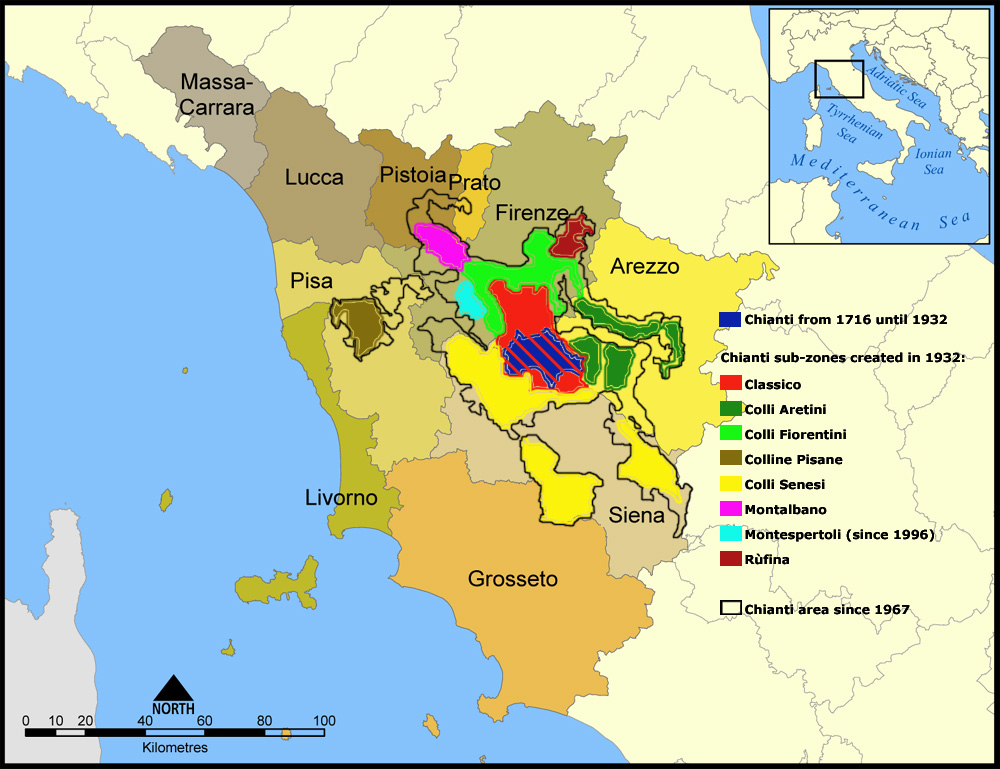
Винні області К'янті в Тоскані

Тоскана поділяється на сім виноробних зон, які розташовані навколо восьмої, центральної, де виробляється найбільш якісне вино — Chianti Classico. Назва цього регіону присутня на пляшках вина, яке в ньому виробляється. На етикетках вина з цієї зони також може малюватись чорний півень — символ Chianti Classico. Інші зони маркують свою продукцію власними назвами. До них відносять:
- К'янті Коллі Аретіні (Colli Aretini)
- К'янті Коллі Фіорентіні (Colli Fiorentini)
- К'янті Коллі Сенезі (Colli Senesi)
- К'янті Колліне Пізанезе (Colline Pisane)
- К'янті Монтальбано (Montalbano)
- К'янті Монтеспертолі (Montespertoli)
- К'янті Руфіна (Rufina)

Вино з цих семи зон поступається за якістю Chianti Classico за винятком Chianti Rufina. Тому на пляшках з таких зон назва області не вказується, є тільки загальна назва Chianti.

## Технологічний процес

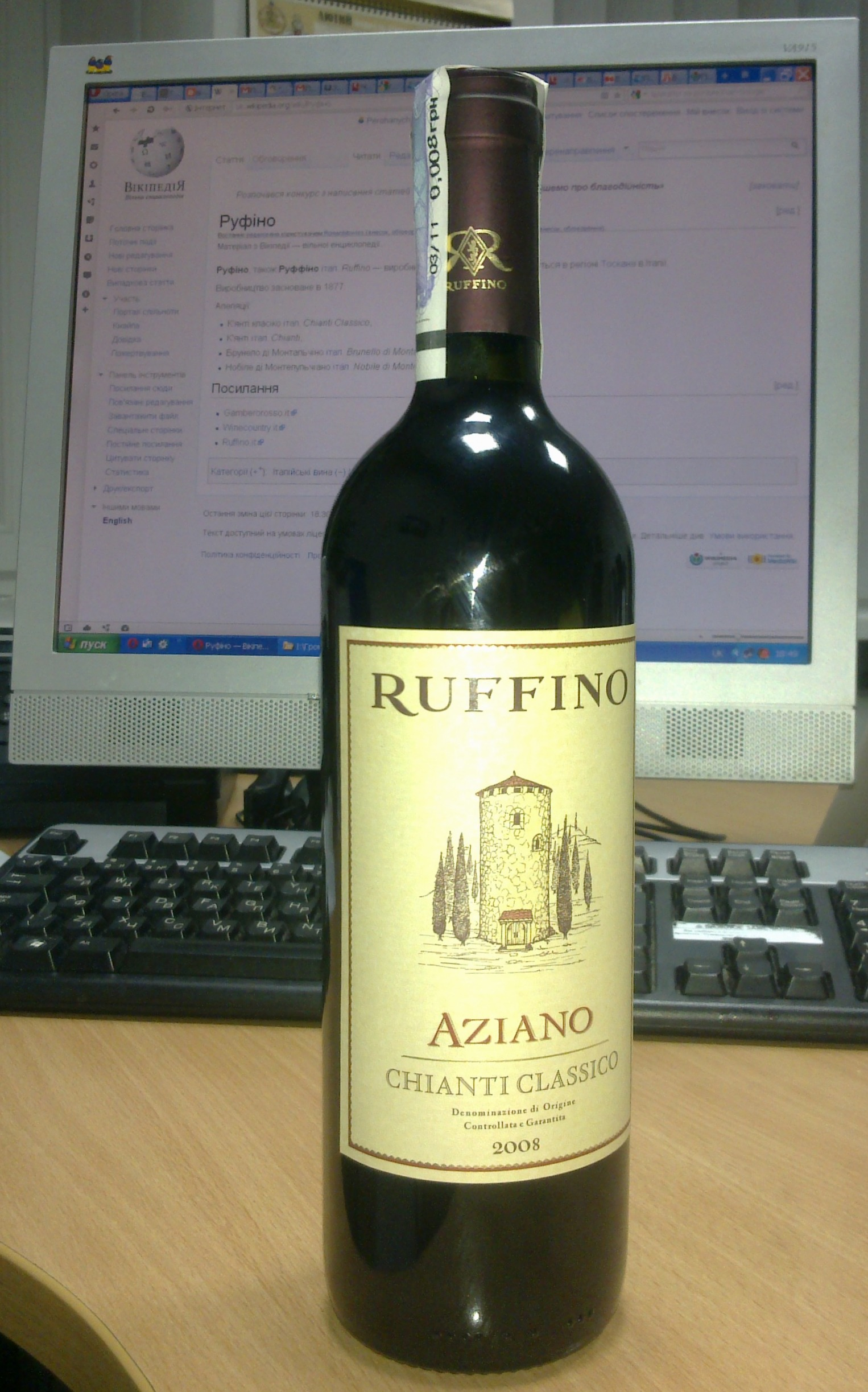
К'янті класіко урожаю 2008

Вино може вироблятись різними способами. Найчастіше застосовується звичайна витримка сусла у дубових бочках. Багато дрібних господарств застосовують для витримки маленькі бочки, у яких старіння вина проходить швидше, що дозволяє не чекати 2 — 3 роки, доки вино достигне.
За класичною технологією до вже готового виноградного вина додають сусло з підв'яленого винограду, після чого починається повторне бродіння. Після цього вино отримує характерний терпкий смак та фіалковий аромат.
Вино після витримки від 1 до 2 років має насичений червоний колір, після витримки протягом 3 — 4 років (максимальний термін для цього вина) — гранатовий.

## Вживання К'янті
К'янті вважається легким вином для повсякденного споживання. Воно не призначене для тривалої витримки та зберігання. Вино п'ють з широких келихів середнього розміру, оптимальна температура для споживання 16 — 18 °C. Завдяки порівняно високій кислотності К'янті гарно поєднується з м'ясними стравами, соусами з насиченим смаком, твердими сирами.